# Милеџвил (Џорџија)
Милеџвил (енгл. Milledgeville) град је у америчкој савезној држави Џорџија. По попису становништва из 2010. у њему је живело 17.715 становника.

## Демографија
Према попису становништва из 2010. у граду је живело 17.715 становника, што је 1.042 (5,6%) становника мање него 2000. године.
| Група             | 2000.         | 2010.         |
| Белци             | 9.217 (49,1%) | 9.287 (52,4%) |
| Афроамериканци    | 8.943 (47,7%) | 7.483 (42,2%) |
| Азијати           | 290 (1,5%)    | 308 (1,7%)    |
| Хиспаноамериканци | 231 (1,2%)    | 402 (2,3%)    |
| Укупно            | 18.757        | 17.715        |